# Trastorn bipolar del tipus II

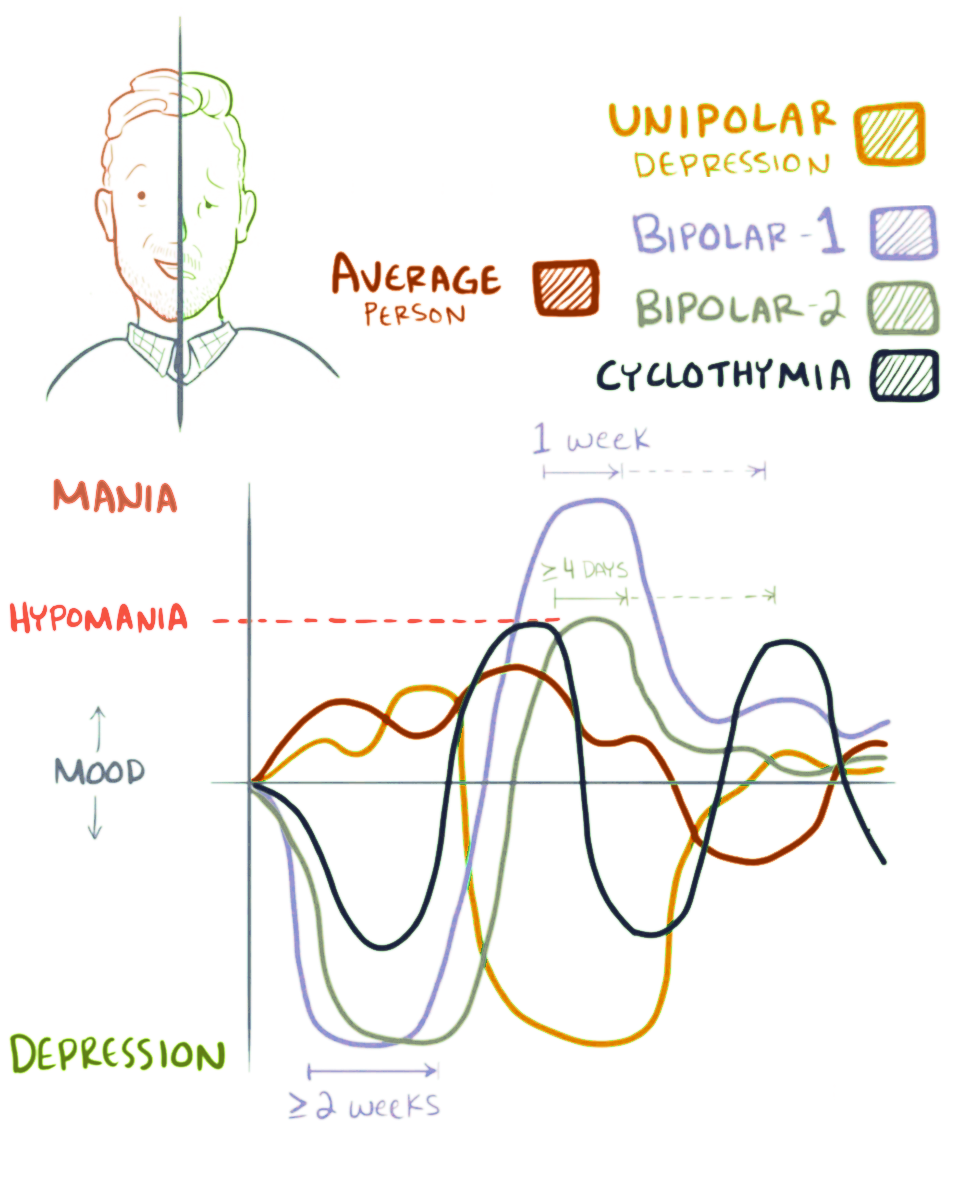
Representació gràfica del trastorn bipolar i la ciclotímia.

El trastorn bipolar del tipus II és una variant del trastorn bipolar diferent al trastorn bipolar del tipus I i a la ciclotímia. Consisteix en una alternança recurrent entre fases eufòriques i depressives.

## Criteris de diagnòstic
El pacient afectat té fases d'energia alta, caracteritzades per sentiments d'omnipotència, acceleració del ritme cardíac, tendència a menjar més del compte (hiperfàgia) i conductes temeràries potencials. Les fases depressives inclouen un baix estat d'ànim general, alteracions del son, canvis forts sobtats de percepció d'una mateixa situació i apatia general. Les fases depressives són de més intensitat i de més duració que els cicles alts, fet que pot portar a confondre la malaltia amb una depressió clínica. Sovint apareixen comportaments compulsius, irritabilitat.
Les diferències amb el trastorn bipolar del tipus I és l'absència de deliris i una major recurrència de les alteracions, que poden desencadenar fins a quatre cicles anuals (en el 15% de les persones). Aquesta successió ràpida és molt més freqüent entre les dones que entre els homes, les quals també presenten major durada de les fases depressives. Hi ha major tendència al suïcidi durant les fases de caiguda i es donen més casos de recaiguda en els pacients tractats que en els afectats pel tipus I. Igualment es produeix més afectació en aspectes quotidians com la rutina, la capacitat de concentració o la feina. Per contra, la gravetat de les crisis en cada cicle és menor.
Un 20% de les persones que pateixen aquest trastorn acaben desenvolupant altres patologies, com alteracions en el menjar que poden desembocar en bulímia, alteracions de la personalitat i abús de drogues i alcohol, factor que augmenta significativament el risc de suïcidi.

## Tractament
El tractament té una base farmacològica i inclou l'administració de liti, Topamax, quetiapina, diferents variants d'inhibidor selectiu de la recaptació de serotonina i Pramipexole.
La medicació s'alterna amb teràpia psicològica per reconduir les conductes lesives en cada fase i per allargar el temps de recaiguda. S'ha demostrat la seva efectivitat en prevenir intents de suïcidi.

## Causes
No hi ha estudis concloents sobre la causa del trastorn, però es creu que té un fort component genètic. La distinció entre els subtipus de trastorn es fa basant-se en conductes del pacient i no a biomarcadors, per tant no és possible determinar si els orígens de la malaltia són els mateixos que en els bipolars de tipus I o no, tot i que es pensa que el tipus II té més possibilitats de ser transmès per herència genètica.